# Aldo Moser
Aldo Moser, född den 7 februari 1934 i Giovo, död den 2 december 2020 i Trento, var en italiensk landsvägscyklist som deltog i 21 Grand Tours (16 gånger i Giro d'Italia och fem gånger i Vuelta a España).
Aldo Moser var den äldste av fyra bröder, Francesco, Enzo och Diego, vilka var professionella cyklister och han var även farbror till Moreno Moser, Leonardo Moser och Ignazio Moser, även de tävlingscyklister.
Aldo Moser lades in på sjukhus smittad av COVID-19 den 1 december 2020, och avled dagen därpå.

## Meriter
| 1954 Vinnare av Coppa Agostoni 7:a i Giro di Lombardia 1955 Vinnare av Gran Premio Industria e Commercio di Prato Vinnare av etapp 3 i Roma–Napoli–Roma 2:a i Milano–Torino 2:a i Tre Valli Varesine 2:a i Gran Premio di Lugano 3:a i Giro dell'Appennino 6:a totalt i Giro d'Italia 7:a i Milano–Modena 7:a i Giro di Campania 6:a totalt i Giro d'Italia 1956 4:a i Giro del Lazio 5:a totalt i Giro d'Italia 10:a i Giro del Veneto 1957 2:a i Gran Premio di Lugano 2:a i Giro della Provincia di Reggio Calabria 3:a totalt i Roma–Napoli–Roma Vinnare av etapp 2 3:a i Grand Prix des Nations 3:a i Trofeo Baracchi (med Oreste Magni) 9:a i Giro di Toscana 1958 Vinnare av Trofeo Baracchi (med Ercole Baldini) 2:a i Tre Valli Varesine 2:a i Trofeo Matteotti 2:a i Giro del Ticino 2:a i Gran Premio Industria e Commercio di Prato 3:a i linjelopp vid Italienska mästerskapen 4:a i Grand Prix des Nations 9:a i Giro della Provincia di Reggio Calabria 10:a totalt i Giro d'Italia 10:a i Milano–Sanremo | 1959 Vinnare av Trofeo Baracchi (med Ercole Baldini) Vinnare av Grand Prix des Nations 2:a totalt i Giro di Sardegna 2:a i Giro del Piemonte 10:a i Milano–Vignola 1960 Vinnare av Manche-Ocean 2:a i Trofeo Baracchi (med Ercole Baldini) 5:a i Giro del Veneto 7:a i Milano–Torino 1961 2:a i Manche-Ocean 3:a i Grand Prix des Nations 9:a i Giro di Lombardia 1962 3:a i Trofeo Baracchi (med Giuseppe Fezzardi) 3:a totalt i Tour de Suisse 4:a i Giro dell'Appennino 8:a i Coppa Sabatini 1963 Vinnare av Coppa Bernocchi 5:a i GP Lugano 5:a totalt i Giro di Sardegna 8:a i Giro di Lombardia 1964 3:a i Giro di Toscana 6:a i Coppa Placci 8:a i Coppa Sabatini | 1965 5:a i Trofeo Laigueglia 5:a i Milano–Vignola 5:a totalt i Giro di Sardegna 1966 Vinnare av Giro delle Tre Provincie 1968 7:a i Tre Valli Varesine 8:a i Giro dell'Appennino 9:a i Giro dell'Emilia 1969 2:a i Giro del Lazio 6:a i Grand Prix des Nations 7:a totalt i Giro d'Italia 9:a totalt i Tirreno–Adriatico 9:a i Giro dell'Emilia 1970 5:a i Giro dell'Appennino 6:a i Tre Valli Varesine 6:a i Grand Prix du canton d'Argovie 10:a totalt i Tirreno–Adriatico 10:a totalt i Giro di Sardegna 1971 5:a totalt i Tirreno–Adriatico 6:a i GP Lugano 9:a totalt i Tour de Romandie 9:a i Trofeo Laigueglia 1972 6:a i Giro della Provincia di Reggio Calabria 1973 4:a i Giro del Lazio |